# Лютик снежный
Лю́тик сне́жный (лат. Ranunculus nivalis) — многолетнее травянистое растение; вид рода Лютик (Ranunculus) семейства Лютиковые (Ranunculaceae).

## Ботаническое описание
Лютик снежный — растение около 6—15 см высотой. Его тёмно-жёлтые цветы одиночны, а не собраны в соцветия. Цветёт в июле и августе.

## Распространение
Растёт в горных районах во влажных местах, например, на болотах. Распространён на Аляске, в Канаде, Гренландии и на севере Евразии.

## Значение и применение
Поедается весной северным оленем (Rangifer tarandus) средне, летом и осенью плохо.